# Sowieck
Sowieck, Tylża (ros. Советск, Sowietsk; niem. Tilsit; lit. Tilžė; ros. hist. Тылжа, Tilża; staropr. Tilzi) – miasto w Rosji, w obwodzie królewieckim, w miejskim okręgu Sowieck, położone u ujścia rzeki Tylży do Niemna, przy granicy z Litwą. W 2020 roku liczyło ok. 39 tys. mieszkańców.
Nazwa miejscowości pochodzi z języka pruskiego.

## Historia

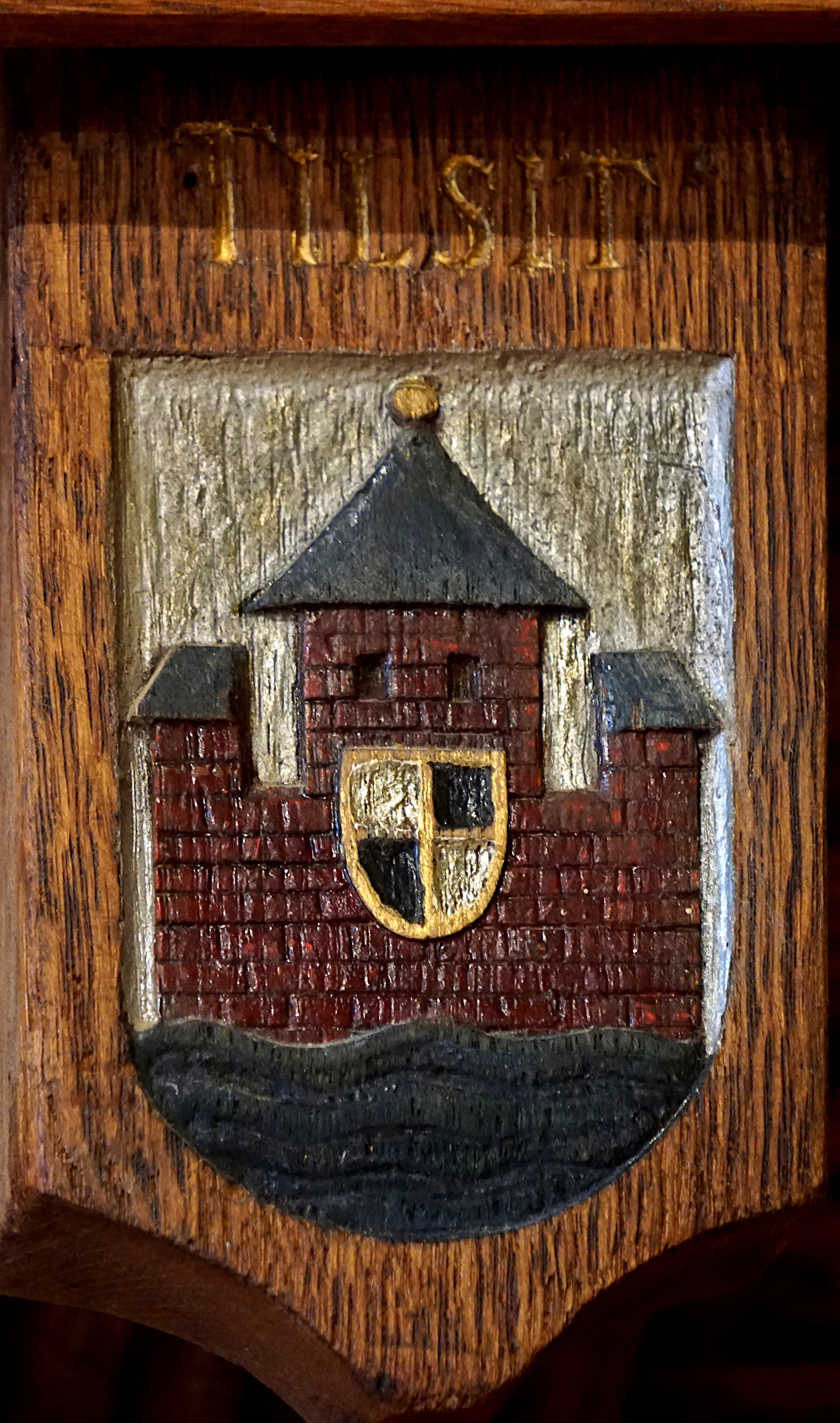
Herb Tylży w sali plenarnej staromiejskiego ratusza w Gdańsku

Od przynajmniej 1365 roku u zbiegu rzek Tylży i Niemna istniała warownia krzyżacka. W latach 1406–1409 Krzyżacy wznieśli na jej miejscu zamek. Wokół zamku powstała osada, która z czasem zyskała na znaczeniu i w roku 1552 Albrecht Hohenzollern nadał jej prawa miejskie. Miasto ucierpiało w wyniku zarazy w 1709 r. W czasie wojny siedmioletniej miasto było okupowane przez Rosję.

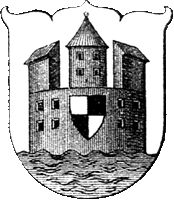
Historyczny herb Tylży

W 1807 podczas wojen napoleońskich Tylża była miejscem podpisania traktatów pokojowych między Francją, Rosją i Prusami, które m.in. zadecydowały o utworzeniu Księstwa Warszawskiego. Po upadku powstania listopadowego w Tylży było internowanych kilkuset powstańców, którzy przekroczyli granicę pruską, w tym studenci i wykładowcy Uniwersytetu Wileńskiego. W XIX wieku rozpoczął się rozwój gospodarczy miasta, które było ważnym ośrodkiem przemysłu drzewnego, a także zasłynęło z produkcji sera tylżyckiego. W 1832 roku otwarto drogę do Królewca, w 1853 drogę do Kłajpedy, w 1865 linię kolejową do Królewca, a w 1875 do Kłajpedy. Miasto było ośrodkiem kultury litewskiej – działały tu litewskie stowarzyszenia kulturalne, gazety i księgarnie.
W czasie I wojny światowej 26 sierpnia 1914 r. miasto zostało zajęte przez Rosjan, ale w odróżnieniu od innych miast regionu nie poniosło większych szkód. Tylża została odbita 12 września 1914. Podczas drugiej inwazji na Prusy Wschodnie w latach 1914–1915 Rosjanie na północnym brzegu rzeki Niemen zbliżyli się do miasta, które było chronione tylko przez słabe wojska Landwehry.
Po zakończeniu wojny negatywny wpływ na gospodarkę miasta miało przyłączenie (w 1923 roku) okręgu Kłajpedy do Litwy oraz utrata obszaru miejskiego na północnym brzegu Niemna z około 10 000 mieszkańców, wodociągami miejskimi i młynami do cięcia drewna. W latach międzywojennych w mieście znajdowała się celulozownia, która zatrudniała około 1650 pracowników, fabryka drożdży, fabryki skór, kilka fabryk maszyn, sklepy eksportowe, browary piwne, fabryki tytoniu i zakład produkujący korek. Powstał także nowy obszar przemysłowy na zachód od nowej stacji towarowej, został on otwarty dzięki budowie 6 km długości Hindenburg-Chaussee. W 1939 miasto liczyło 59 105 mieszkańców.
W czasie II wojny światowej od października 1944 miasto leżało na linii frontu biegnącego wzdłuż rzeki Niemen. W wyniku działań wojennych miasto zostało zniszczone w około 80% i zdobyte 20 stycznia 1945 przez oddziały 3 Frontu Białoruskiego. Do końca II wojny światowej po Tylży kursowały tramwaje.

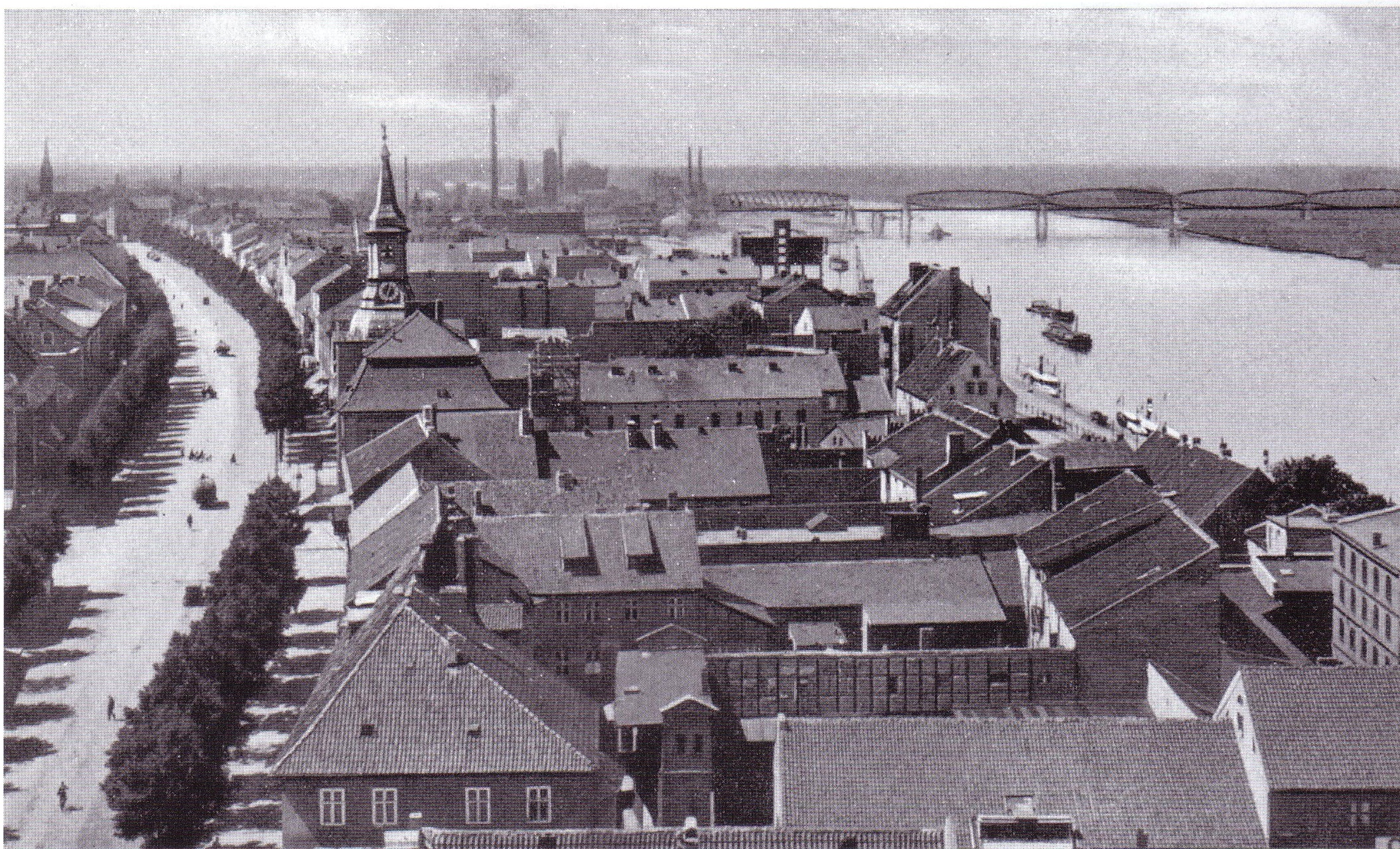
Tylża w 1910

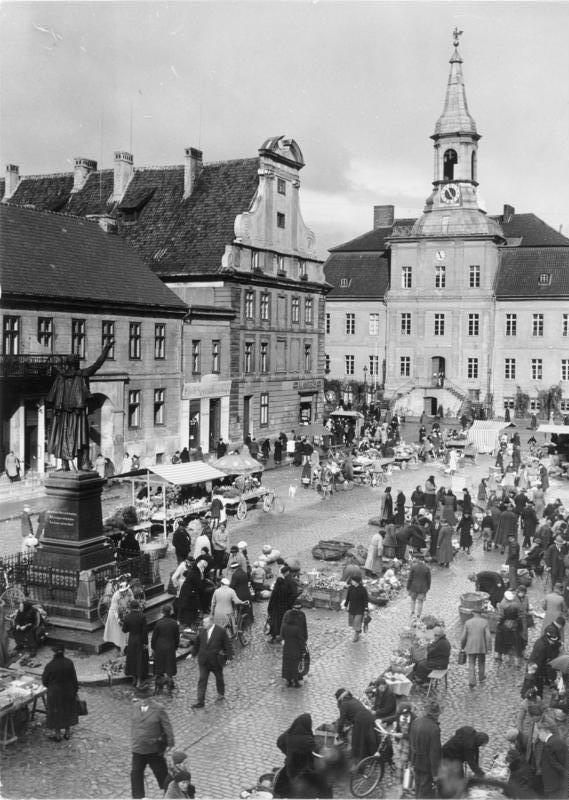
Plac przed tylżyckim ratuszem w okresie międzywojennym

Po wojnie miasto weszło w skład obwodu królewieckiego ZSRR. W 1946 nazwę miasta zmieniono na Sowieck. W miejsce wysiedlonych Niemców sprowadzono głównie Rosjan znad Wołgi i Białorusinów. Obecnie Sowieck jest ważnym przejściem granicznym rosyjsko-litewskim na trasie Królewiec–Petersburg. Na uwagę zasługuje secesyjna zabudowa starego miasta, teatr i graniczny most królowej Luizy. Z dawnych kościołów przetrwał tylko w zdeformowanym kształcie dawny kościół ewangelicko-reformowany z lat 1898–1900, gdzie w latach 1919–1936 pastorem był ks. Paul Arndt.

## Zabytki
- Fresk „Paw”[9][10]
- Most królowej Luizy
- Zamek w Tylży

## Transport

### Kolej
Stacja Sowieck jest węzłem kolejowym. W Sowiecku zbiegają się linie kolejowe z Czerniachowska, Polesska i Królewca, Niemna (linia usługowa, używana tylko do transportu produktów fabryki materiałów budowlanych, nie ma ruchu pasażerskiego) i Litwy (tylko ruch towarowy). Prowadzona jest komunikacja pasażerska z Królewcem (raz dziennie).

### Lotnictwo
W 1921 uruchomiono usługi lotnicze na trasie Gdańsk–Królewiec–Tylża–Kłajpeda, a w 1926 rozszerzono ją o trasę Berlin-Królewiec–Tylża–Rewel (obecnie Tallinn)–Leningrad i Berlin–Królewiec–Tylża–Moskwa. W 1946 roku zniesiono ruch lotniczy.

### Tramwaje

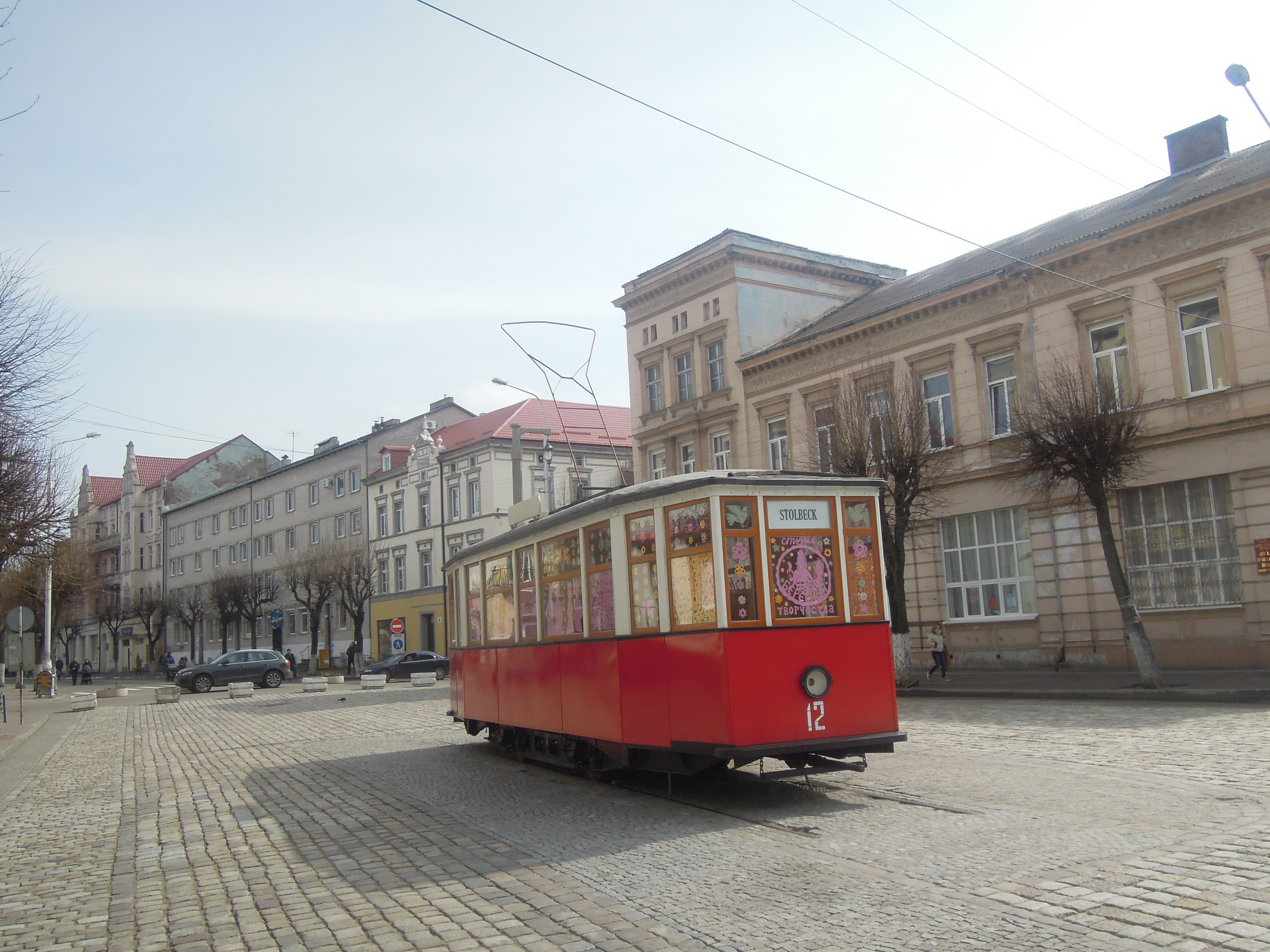
Tramwaj – pomnik w Sowiecku

Tramwaje funkcjonowały w Tylży w latach 1901–1944. Poruszały się po torach o rozstawie szyn 1000 mm i sieci składającej się z czterech tras:
- Koltsevaya, 4,06 km – otwarta 26 lipca 1901 r.
- Wasserwerk (Vodokachka) – Jakobsruh, 3,19 km – otwarta 15 grudnia 1901 r. (około 1910 r. zamknięto ruch między Wysoką Bramą a Parkiem Jakuba, szyny zostały usunięte w latach 30. XX wieku)
- Hohestrasse – Splitter, 3,96 km – otwarta 15 grudnia 1901 (przedłużony do Waldfriedhof około 1913)
- Kasernenstrasse – Kallkapen, 2,5 km – otwarta 15 grudnia 1901 (17 października 1937 r. zatrzymany ruch)
- Po wybuchu wojny w 1939 r. otwarto nową linię, o długości 6,33 km od Engelsberg, nad Fletcherplatz (wcześniej Getreidemarkt) – Bahnhof – Stolbeck – Splitter – Waldfriedhof (cmentarz leśny).

Po sieci tramwajowej pozostała zajezdnia tramwajowa. W sierpniu 2012 r. na placu Lenina zainstalowano zabytkowy tramwaj sprowadzony z Petersburga.

## Demografia

### Ludność
| Rok  | Ludność |
| ---- | ------- |
| 1807 | 10 000  |
| 1870 | 20 000  |
| 1880 | 21 400  |
| 1890 | 34 539  |
| 1910 | 39 013  |
| 1925 | 50 834  |
| 1933 | 57 286  |
| 1939 | 59 105  |
| 1946 | 6 500   |
| 1959 | 31 941  |
| 1967 | 36 000  |
| 1970 | 38 456  |
| 1979 | 40 181  |
| 1989 | 41 881  |
| 2000 | 43 300  |
| 2010 | 41 705  |
| 2015 | 41 212  |
| 2016 | 40 984  |
| 2017 | 40 486  |
| 2018 | 39 752  |
| 2019 | 39 150  |
| 2020 | 38 963  |

## Polacy w Tylży
W latach 1466–1657 Tylża stanowiła lenno Korony Królestwa Polskiego. Od 1675 prowadził w mieście działalność duchowny ewangelicki, Jan Herbinius. W 1735 w Tylży zmarł pisarz wielki litewski i kasztelan witebski, Jerzy Tyszkiewicz. W latach 1882–1894 w Tylży mieszkał Jan Karol Sembrzycki. Początkowo pracował jako aptekarz i pisywał artykuły do wielkopolskich gazet. Od 1883 redagował polskie pismo „Mazur”, drukowane w Ostródzie. W 1914 proboszczem garnizonowym i referentem przy komendanturze pozafrontowej w Tylży został Edward Barkowski. W 1918 koło Tylży urodził się ksiądz i żołnierz Polskich Sił Zbrojnych na Zachodzie, Franciszek Znaniecki. W 1940 Niemcy więzili w mieście m.in. hrabiego Alfreda Tyszkiewicza i Eugeniusza Dobaczewskiego.

## Galeria

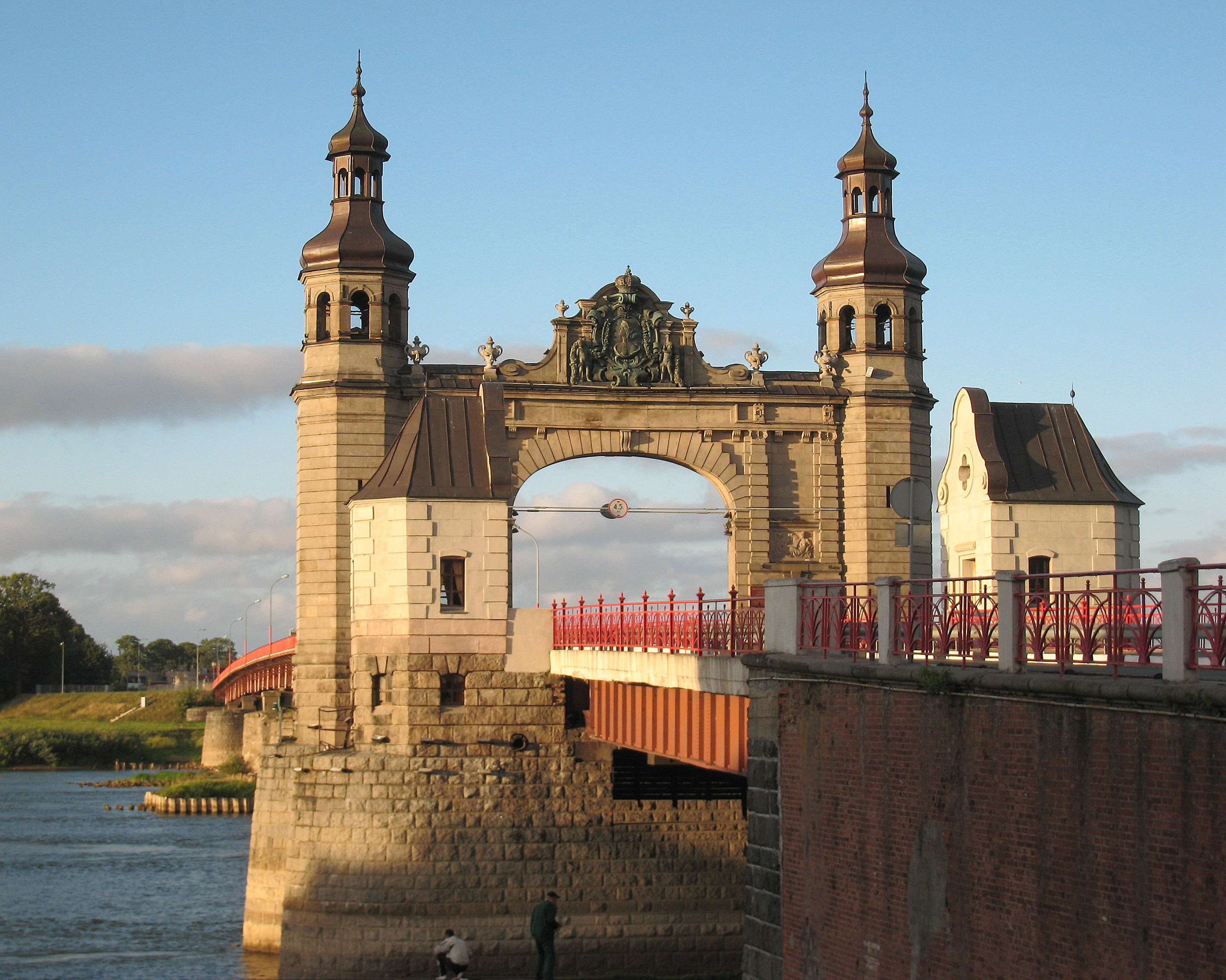
Most królowej Luizy w Sowiecku
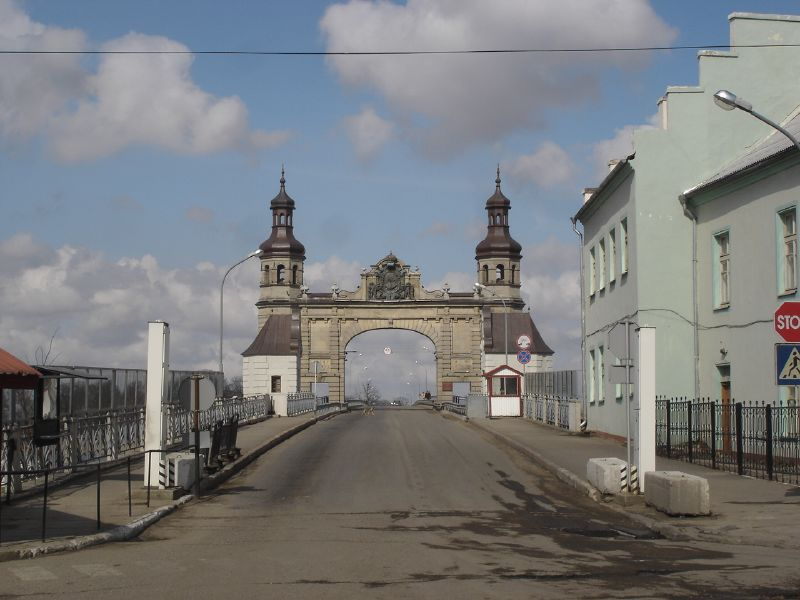
Portal z krolową Luizą w medalionie
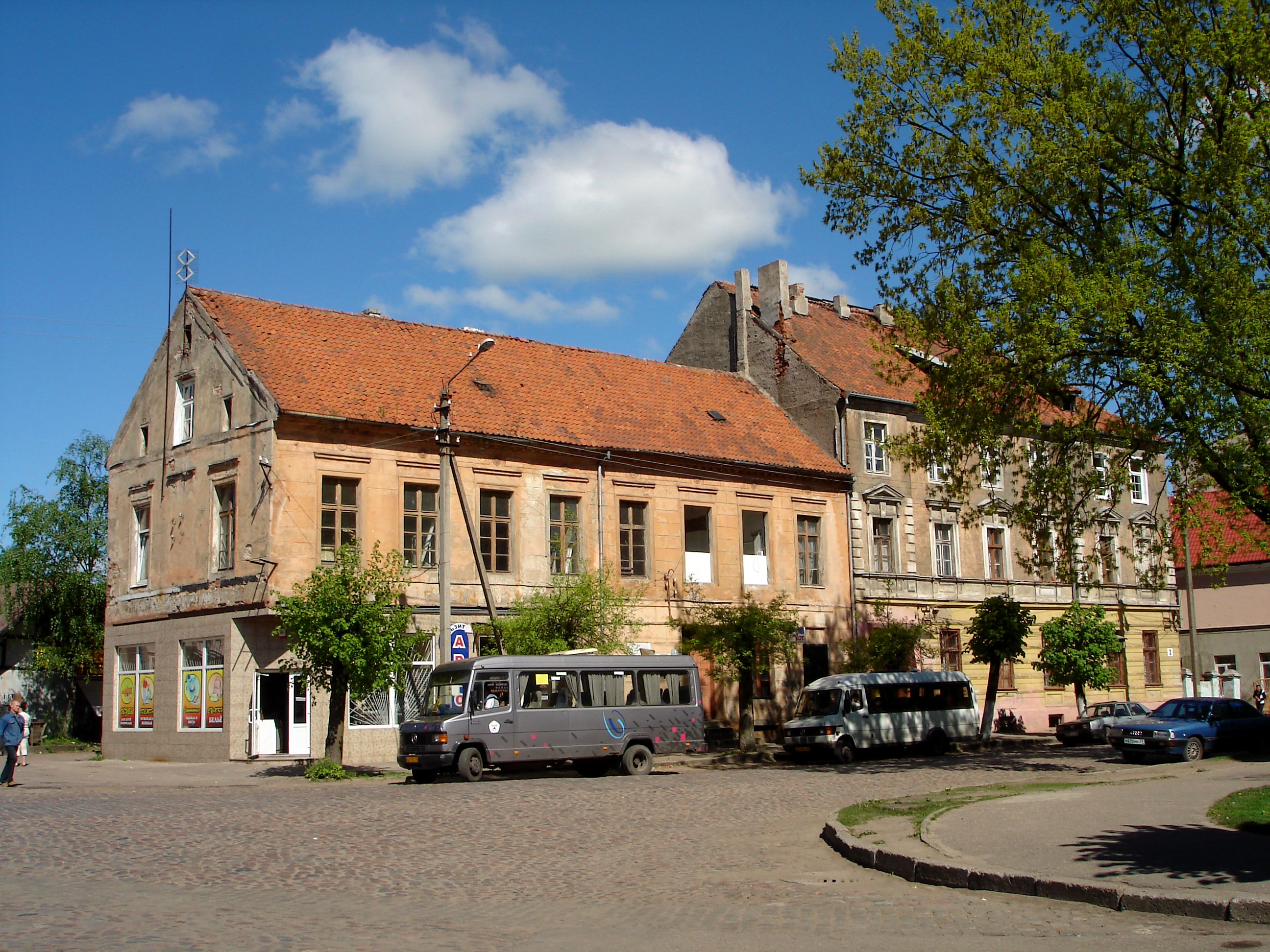
Stary dom w Sowiecku
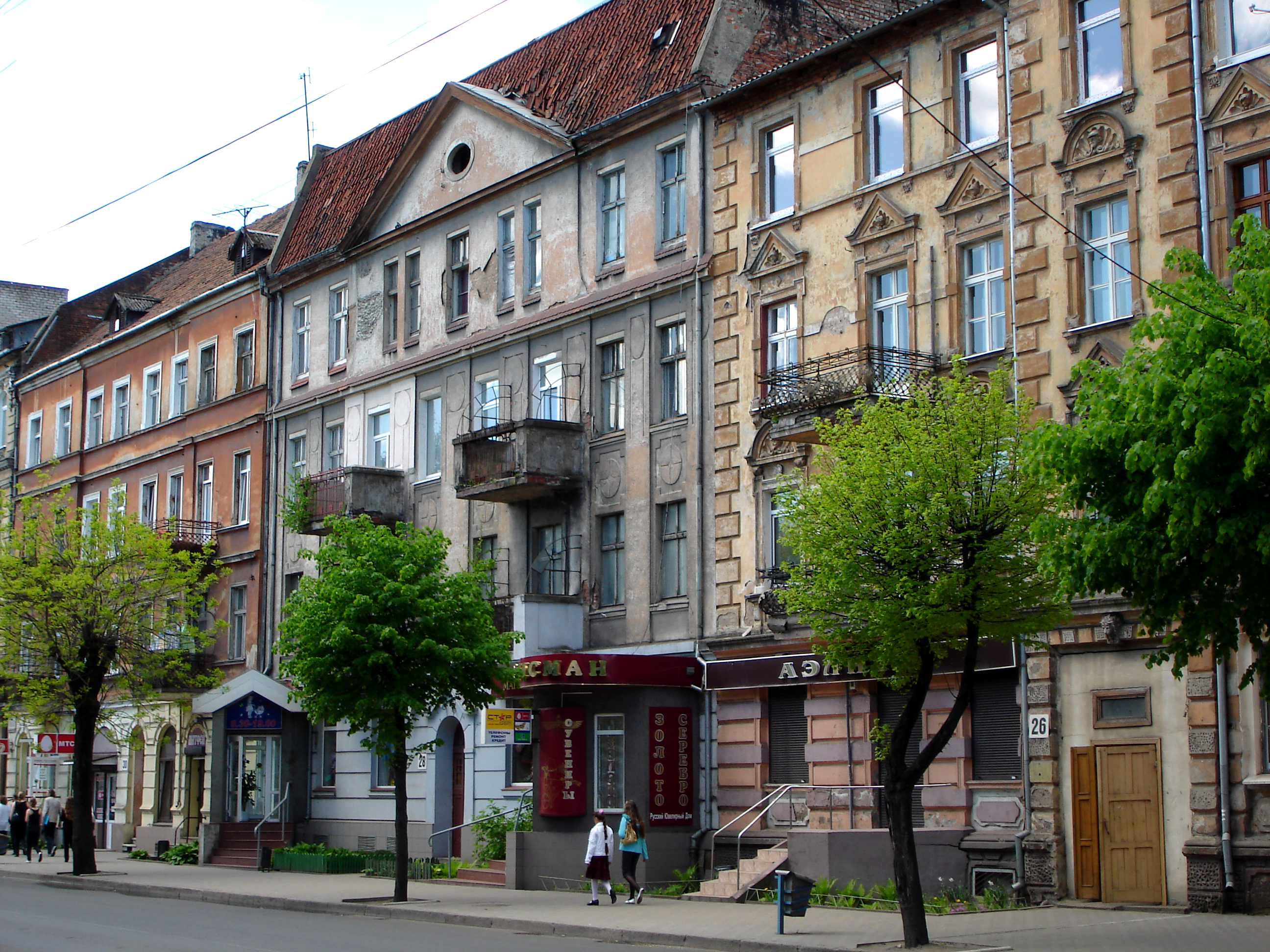
Przedwojenne kamienice
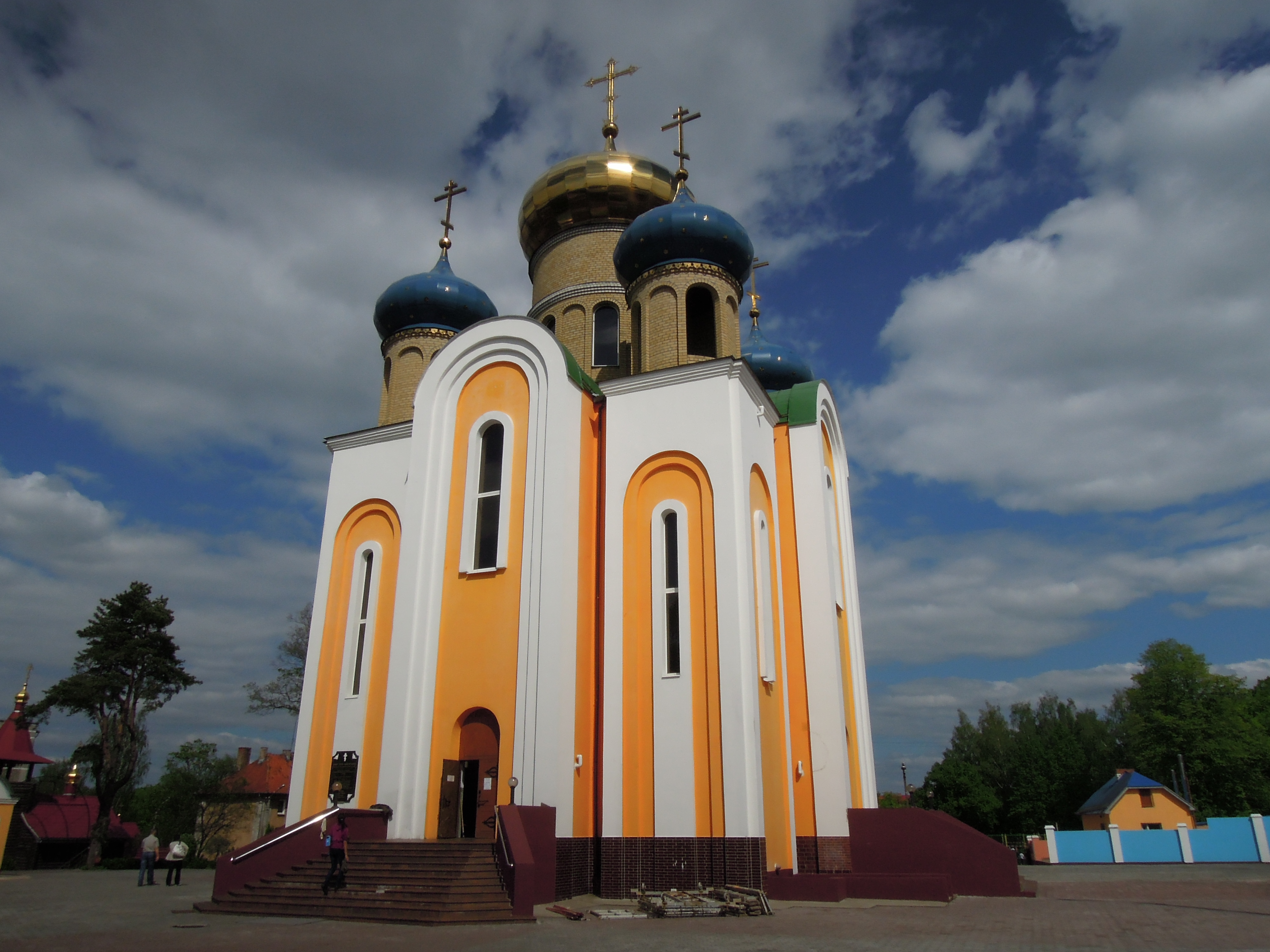
Sobór Trzech Świętych Hierarchów w Sowiecku
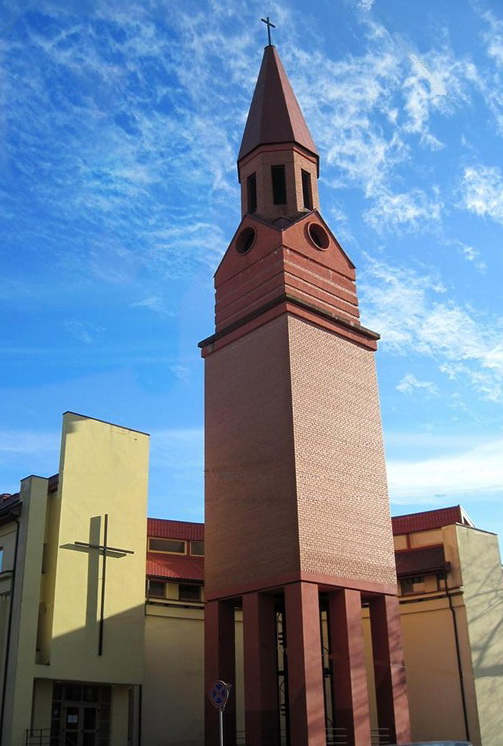
Kościół katolicki

## Miasta partnerskie
| - Kilonia | - Lidzbark Warmiński - Pojegi | - Szyłele - Taurogi |